# Đoàn Chủ tịch Xô viết Tối cao Liên Xô
Đoàn Chủ tịch Xô viết Tối cao Liên Xô (tiếng Nga: Президиум Верховного Совета СССР hoặc Prezidium Verkhovnogo Soveta SSSR) là cơ quan thường trực của Xô viết Tối cao Liên Xô (Quốc hội). Đoàn Chủ tịch là cơ quan thuộc cấp toàn Liên bang, được bầu bởi Xô viết Tối cao với nhiệm vụ thay mặt Xô viết Tối cao trong thời gian giữa các kỳ họp của Xô viết Tối cao. Hiến pháp Liên Xô năm 1936 và 1977 quy định Đoàn Chủ tịch Xô viết Tối cao là cơ quan tập thể lãnh đạo tối cao của nhà nước Liên Xô.

## Lịch sử
Đoàn Chủ tịch Xô viết Tối cao Liên Xô được thành lập dựa theo Hiến pháp Liên Xô năm 1936 để thay thế cho Ủy ban Chấp hành Trung ương Liên Xô của Đại hội Xô Viết toàn Liên bang.

## Tổ chức
Đoàn Chủ tịch Xô viết Tối cao Liên Xô được bầu trong phiên họp chung của hai viện trong Xô viết Tối cao Liên Xô, ngay sau khi Xô viết Tối cao Liên Xô khóa mới được bầu. Các Đại biểu của Đoàn Chủ tịch nhiệm kỳ tương đương với Xô viết Tối cao cùng khóa. Đoàn Chủ tịch bao gồm một Chủ tịch, một Phó Chủ tịch thứ nhất (từ năm 1977), 15 Phó Chủ tịch (một từ mỗi nước cộng hòa), một Thư ký và 20 Ủy viên. Đoàn Chủ tịch chịu trách nhiệm trước Xô viết Tối cao Liên Xô về mọi hoạt động của mình.
Từ năm 1936 đến năm 1989, Chủ tịch Đoàn Chủ tịch được xem như là cơ quan đứng đầu nhà nước, và đôi khi được gọi là "Chủ tịch Liên Xô".

## Chức năng và quyền hạn
Đoàn Chủ tịch Xô viết Tối cao Liên Xô có chức năng và nhiệm vụ sau:
- Ấn định ngày bầu cử Xô viết Tối cao Liên Xô;
- Triệu tập các phiên họp của Xô viết Tối cao Liên Xô;
- Điều phối công tác của các Ủy ban Thường vụ của các viện Xô viết Tối cao Liên Xô;
- Đảm bảo việc tuân thủ Hiến pháp Liên Xô, sự phù hợp của Hiến pháp và Pháp luật của Cộng hòa Liên bang với Hiến pháp và Pháp luật của Liên Xô;
- Giải thích luật pháp của Liên Xô;
- Phê chuẩn và bãi bỏ các hiệp ước quốc tế của Liên Xô;
- Thu hồi các quyết định và pháp lệnh của Hội đồng Bộ trưởng Liên Xô và Hội đồng Bộ trưởng Cộng hòa Liên bang nếu họ không tuân thủ luật pháp;
- Thành lập các hạng quân sự, ngoại giao và các chức danh đặc biệt khác; và trao các cấp bậc quân sự và ngoại giao cao nhất và các danh hiệu đặc biệt khác;
- Thành lập huân chương, huy chương của Liên Xô, và các danh hiệu danh dự của Liên Xô; trao huân chương, huy chương của Liên Xô; và trao các danh hiệu danh dự của Liên Xô.
- Cấp quyền công dân của Liên Xô, và quyết định các vấn đề từ bỏ hoặc tước quyền công dân của Liên Xô và cấp quyền tị nạn;
- Ban hành các đạo luật ân xá của Liên bang và thực hiện quyền ân xá;
- Bổ nhiệm và triệu hồi các đại diện ngoại giao của Liên Xô từ các nước và các tổ chức quốc tế;
- Nhận thư tín nhiệm và triệu hồi các đại diện ngoại giao của các quốc gia nước ngoài đã công nhận;
- Thành lập Hội đồng Quốc phòng Liên Xô và xác nhận thành phần; bổ nhiệm và bãi nhiệm bộ chỉ huy cao cấp của Lực lượng Vũ trang Liên Xô;
- Tuyên bố thiết quân luật ở các địa phương cụ thể hoặc trong cả nước vì lợi ích quốc phòng của Liên Xô;
- Tổng động viên toàn bộ hoặc một phần;
- Giữa các phiên họp của Xô viết Tối cao Liên Xô, tuyên bố tình trạng chiến tranh trong trường hợp Liên Xô bị tấn công vũ trang, hoặc khi cần đáp ứng các nghĩa vụ điều ước quốc tế liên quan đến phòng thủ chống xâm lược;
- Thực thi các quyền lực khác dựa theo Hiến pháp và pháp luật của Liên Xô.

## Nhiệm kỳ
Nhiệm kỳ của Đoàn Chủ tịch Xô viết Tối cao Liên Xô bắt đầu từ khi được bầu và kết thúc khi Xô viết Tối cao Liên Xô khóa mới bầu Đoàn Chủ tịch Xô viết Tối cao mới.
Đồng thời khi Xô viết Tối cao Liên Xô kết thúc nhiệm kỳ, Đoàn Chủ tịch Hội đồng Tối cao Liên Xô sẽ giữ quyền hạn cho đến khi Xô viết Tối cao Liên Xô mới được bầu. Xô viết Tối cao Liên Xô mới được bầu của Liên Xô sẽ được triệu tập bởi Chủ tịch Xô viết Tối cao Liên Xô của Xô viết Tối cao Liên Xô trong vòng hai tháng kể từ cuộc bầu cử.

## Bầu cử
Đoàn Chủ tịch Xô viết Tối cao Liên Xô được bầu trong kỳ họp thứ nhất của Xô viết Tối cao Liên Xô mới được bầu, tại phiên họp chung của Xô viết Liên bang và Xô viết Quốc gia bằng một cuộc bỏ phiếu chung của các đại biểu của lưỡng viện. Danh sách ứng viên phải là đại biểu Xô viết Tối cao Liên Xô khóa mới.
Khi Đoàn Chủ tịch Xô viết Tối cao Liên Xô được bầu, một cuộc bỏ phiếu được đưa ra đầu tiên về ứng cử chức danh Chủ tịch Đoàn Chủ tịch Xô viết Tối cao Liên Xô, sau đó là ứng cử của Phó Chủ tịch thứ nhất Đoàn Chủ tịch Xô viết Tối cao Liên Xô; Sau đó, một cuộc bỏ phiếu được đưa ra cho các ứng cử viên của các chức danh Phó Chủ tịch, Thư ký của Đoàn Chủ tịch và các Ủy viên của Đoàn Chủ tịch Xô viết Tối cao Liên Xô về mỗi ứng cử hoặc theo một cách khác nhau theo quyết định của Xô viết Tối cao Liên Xô.

## Thành viên
Ban đầu, Đoàn Chủ tịch gồm: 1 Chủ tịch, 11 Phó Chủ tịch, 1 Thư ký và 24 thành viên.
Sau khi sáp nhập các Các nước vùng Baltic và Moldova năm 1940, số lượng thành viên Đoàn Chủ tịch được mở rộng tăng thêm 16 Phó Chủ tịch.
Luật tổ chức Xô viết Tối cao Liên Xô sửa đổi 19/3/1946 và 25/2/1947 giảm số lượng thành viên xuống 15 Phó Chủ tịch.
Luật tổ chức Xô viết Tối cao Liên Xô sửa đổi 25/12/1958 quy định số lượng Phó Chủ tịch là 15 người (từ mỗi Cộng hòa Liên bang) và số lượng Phó Chủ tịch tăng lên 16.
Luật tổ chức Xô viết Tối cao Liên Xô sửa đổi 3/8/1966 số lượng Phó Chủ tịch tăng lên 20.
Hiến pháp năm 1977 quy định Đoàn Chủ tịch được bầu từ các đại biểu Xô viết Tối cao Liên Xô và bao gồm: 1 Chủ tịch Đoàn, 1 Phó Chủ tịch thứ nhất, 15 Phó Chủ tịch (từ mỗi nước Cộng hòa Liên bang), 1 Thư ký và 21 thành viên.
Kể từ năm 1988 Đoàn Chủ tịch bao gồm: Chủ tịch Đoàn, Phó chủ tịch thứ nhất Đoàn, 15 Phó chủ tịch Đoàn-Chủ tịch Đoàn Chủ tịch các nước Cộng hòa Liên bang, Chủ tịch Xô viết Quốc gia và Chủ tịch Xô viết Liên bang, Chủ tịch Ủy ban Kiểm sát Nhân dân, các Chủ tịch Ủy ban Thường trực và viện của Xô viết Tối cao Liên Xô.
Trong giai đoạn cuối Đoàn Chủ tịch gồm: Chủ tịch Xô viết Tối cao Liên Xô, Chủ tịch Xô viết Quốc gia và Chủ tịch Xô viết Liên bang, Chủ tịch Ủy ban Thường trực của viện và của Xô viết Tối cao Liên Xô, Đại biểu nhân dân gồm: 1 từ Cộng hòa Liên bang, 2 từ Cộng hòa tự trị, 1 từ tỉnh tự trị và khu tự trị.